# Трето съборно послание на свети апостол Иоана Богослова
Третото съборно послание на свети апостол Иоана Богослова (на гръцки: Γ΄ Ἐπιστολὴ Ἰωάννου) е библейска книга, единадесетата в Новия завет. Тя е шестото от седемте съборни послания, отправени към Църквата като цяло, а не към отделни общности. Традиционно за неин автор се смята апостол Иоан Богослов, но съвременните изследователи отхвърлят тази възможност, като най-често приемат за автор друг негов съвременник, наричан Иоан Евангелист.